# Adam Gliński
Adam Gliński z Zimnej Wody herbu Półkozic – chorąży sandomierski w latach 1676–1682, stolnik sandomierski w latach 1665–1676, burgrabia krakowski w latach 1663–1666, podstoli sandomierski w latach 1661–1663, wojski sandomierski w latach 1657–1661, podstarości i sędzia grodzki nowokorczyński w latach 1657–1658.

## Życiorys
Marszałek sejmiku relacyjnego opatowskiego w 1658 roku. Poseł województwa sandomierskiego na sejmy lat: 1666 (I), 1670 (I), 1676. Był elektorem Michała Korybuta Wiśniowieckiego z województwa sandomierskiego w 1669 roku. Był członkiem konfederacji malkontentów w 1672 roku. W 1674 roku był elektorem Jana III Sobieskiego z województwa sandomierskiego.